# Inverted minor
Inverted minor is een biedconventie bij bridge. De conventie wordt gebruikt na de opening van een partner in een lage kleur (een minor in het Engels). Het is een direct steunbod en het heet inverted omdat het de natuurlijke betekenissen van de steunbiedingen omdraait. Voornaamste doel is om met een lagekleurenfit een verantwoorde keuze te maken tussen een troefcontract of een SA-contract.
Achtergrond van de conventie is dat het twee nadelen van de natuurlijke aanpak oplost. De standaard aanpak na een 1♣ of 1♦ van partner is dat je met fit voor partners kleur en zonder eigen hoge kleur, de kleur herhaalt zwak op 2-niveau (met 6-9 punten) of inviterend op 3-niveau (met 10-12 punten). Het eerste nadeel is dat met een sterke hand (13+) er geen forcerend bod is dat de fit vaststelt, wat problemen kan opleveren in het vervolg. Het tweede nadeel is dat je na een zwak 2♣/2♦ antwoord, dit contract zelden zal mogen spelen. Als de punten gelijk verdeeld zijn zullen de tegenstanders meestal in 2♥ of 2♠ terechtkomen.
Het schema na partners 1♣/1♦ opening is
2♣/2♦ inviterend of sterker met fit, ontkent vierkaart hoog, forcerend
3♣/3♦ zwak (preëmptief), ontkent vierkaart hoog
Met een sterke hand is er nu een forcerend bod en bovendien biedruimte om te onderzoeken welk contract het beste lijkt. Met een zwakke hand wordt juist biedruimte weggenomen voor de tegenstanders.
Na het zwakke antwoord zal partner meestal passen. Na het forcerende antwoord zijn er verschillende aanpakken, de hoofdlijn na 1♣/1♦ – 2♣/2♦ is:
nieuwe kleur 2(♦)♥♠(3♣) ronde- of mancheforcerend, toont of vraagt stop voor SA
2SA niet forcerend
3♣/3♦ niet forcerend, minimum
nieuwe kleur met sprong 3(♦)♥♠(4♣) mancheforcerend, singleton of renonce
Een paar moet goed afspreken of een nieuwe kleur een stop toont (en dan de overgeslagen kleuren ontkent) of vraagt (en dan de overgeslagen kleuren toont) en of dit bod altijd sterk is of ook inviterend kan zijn.
Verdere belangrijke afspraken zijn:
- Wanneer SA bieden en wanneer inverted minor, dus het verschil tussen 1SA en 3♣/3♦ respectievelijk 2/3SA en 2♣/2♦
- Hoe het onderzoek naar een eventuele 6♣/6♦ aan te pakken